# Missionarie dell'Eucaristia
Le Missionarie dell'Eucaristia (sigla E.M.) sono un istituto religioso femminile di diritto pontificio.

## Storia
Le origini della congregazione risalgono all'associazione femminile fondata l'8 dicembre 1923 a Modena da Maria Pia Benati: il 7 dicembre 1927 un gruppo di socie iniziò a condurre vita comune prendendo il nome di "Opera Cuore eucaristico di Gesù". Il 10 dicembre 1945 l'opera si trasferì a Fano sotto la protezione del vescovo del luogo, Vincenzo Del Signore, che eresse canonicamente la comunità in congregazione religiosa il 16 luglio 1947.
L'istituto ricevette l'approvazione pontificia l'8 dicembre 1977.

## Attività e diffusione
Le suore si dedicano all'adorazione e alla promozione del culto eucaristico, all'apostolato sociale nelle carceri e nelle zone periferiche. Sin dalle origini, esse non hanno un abito religioso distintivo ma indossano abiti civili per rispondere meglio alle opere apostoliche.
Oltre che in Italia, dal 1966 sono presenti in Argentina; la sede generalizia è a Roma.
Nel 2014 l'istituto contava 19 religiose in 5 case.